# Zarza-Capilla
Zarza-Capilla is een gemeente in de Spaanse provincie Badajoz en in de regio Extremadura. Zarza-Capilla heeft 347 inwoners (1 januari 2016).

## Geografie
Zarza-Capilla heeft een oppervlakte van 92 km² en grenst aan de gemeenten Cabeza del Buey, Peñalsordo en Capilla. Zarza-Capilla ligt in de comarca La Serena.

## Burgemeester
De burgemeester van Zarza-Capilla is Rubén Muñoz Barba.

## Demografische ontwikkeling

### Volkstellingen
Bron: INE, 1857-2011: volkstellingen

### Jaarlijkse cijfers
| Jaar | Inwoners |
| ---- | -------- |
| 2001 | 499      |
| 2002 | 483      |
| 2003 | 479      |
| 2004 | 460      |
| 2005 | 449      |
| 2006 | 439      |
| 2007 | 422      |
| 2008 | 417      |
| 2009 | 403      |
| 2010 | 393      |
| 2011 | 382      |
| 2012 | 382      |
| 2013 | 369      |
| 2014 | 363      |